# 지보드
지보드(Gboard)는 구글이 개발한 안드로이드와 iOS 장치용 가상 키보드 앱이다. 2016년 5월에 iOS에서 처음 출시되었고, 뒤를 이어, 안드로이드에 기본 설치된 구글 키보드 앱의 주요 업데이트로 등장하면서 2016년 12월에 안드로이드에 출시되었다.
지보드는 웹 결과 및 예측 답변을 포함한 구글 검색 기능, 쉽게 검색하고 공유할 수 있는 GIF 및 에모지(이모지) 기능, 문맥에 따라 다음 단어를 제안하는 예측 입력 엔진 기능이 있고, 다중언어를 지원한다. 키보드 업데이트로, GIF 제안 기능, 어두운색 테마 설정 또는 키보드 배경으로 사용자 지정 이미지 추가, 음성 받아쓰기 지원, 다음 구 예측, 손으로 그린 이모지 인식 기능 등의 추가 기능이 생겼다. iOS에서 처음 출시됐던 당시, 지보드 키보드는 영어만 지원되었고, 그다음 달에 점점 더 많은 언어가 추가되었다. 반면, 안드로이드에서의 처음 출시 당시에는 100개 이상의 언어가 지원되었다. 이때는 한국어가 지원되지 않았지만, 2018년 3월 업데이트로 한국어, 중국어 및 20가지의 새로운 언어를 지원하기 시작했다.
2018년 8월, 지보드가 구글 플레이 스토어에서 10억 설치를 넘어서서 가장 인기 있는 안드로이드 앱 중 하나가 되었다.

## 역사
지보드는 2016년 5월에 iOS 운영 체제에서 처음 출시되었고, 그 뒤, 안드로이드에 기본 설치된 구글 키보드 앱의 주요 업데이트로 등장하면서 2016년 12월에 안드로이드에 출시되었다. 그리고 2018년 3월 업데이트로, 한국어를 지원하게 되었다.

## 특징 및 기능
웹 검색 결과와 예측 답변을 포함한 구글 검색 기능, 쉽게 GIF와 이모지 콘텐츠를 검색하고 공유, 문맥에 따라 다음 단어를 제안하는 예측 입력 엔진 기능이 있다. 2016년 5월, iOS에서 출시됐을 때, 지보드는 영어만 지원했지만, 안드로이드 플랫폼에서 출시됐을 때는 "100개 이상의 언어"를 지원했다. 구글은 "앞으로 몇 개월 동안" 더 많은 언어를 추가하겠다고 말했다.
2016년 8월에 출시된 iOS 앱 업데이트로 프랑스어, 독일어, 이탈리아어, 포르투갈어, 스페인어 추가와 더불어 "똑똑한 GIF 제안" 기능이 추가됐다. GIF 제안 기능은 작성한 텍스트와 관련된 GIF를 제안한다. 또한, 키보드를 다크 테마로 설정하거나 카메라 롤의 개인 이미지로 키보드의 배경을 추가할 수 있다. 또 다른 2017년 2월의 새 업데이트로, 스페이스 바의 마이크 단추를 길게 누르고 말하면 되는 음성 받아쓰기 지원과 함께 크로아티아어, 체코어, 덴마크어, 네덜란드어, 핀란드어, 그리스어, 폴란드어, 루마니아어, 스웨덴어, 카탈로니아어, 헝가리어, 말레이어, 러시아어, 라틴 아메리카 스페인어, 터키어를 추가했다. 2017년 3월, 지보드에는 텍스트 실시간 번역 기능이 추가됐다. 이
기능을 사용하려면 구글 로고 단추를 누르고 번역 아이콘을 누르면 된다. 2017년 4월, 구글은 지보드에서 지원되는 인도 언어의 양을 크게 늘려 11개의 새로운 언어를 추가함으로써, 지원되는 인도 언어는 총 22개로 늘었다.
2017년 6월, 안드로이드 키보드가 업데이트되어 손으로 그린 이모지 인식 기능과, 단일 단어가 아닌 전체 구를 예측하는 기능이 지원되었다. 이 기능은 나중에 iOS에서도 지원될 것으로 보인다.
그리고 2018년 3월 업데이트로, 가장 요청이 많았던 한국어와 중국어(간체/번체), 20가지의 새로운 언어가 추가됐다. 이 업데이트로 300가지 이상의 언어 종류를 지원해 전 세계 74%가 사용할 수 있게 되었다. 한국어 키보드는 2018년 3월 30일 기준으로, 두벌식, 단모음, 10키(천지인), 손글씨 키보드를 지원하고 있다.

### 단점
키보드 키 하나하나를 사용자 마음대로 지정할 수 없기 때문에, 지보드로 한국어 천지인 키보드를 사용하면 기존 LG 키보드나 삼성 키보드 등을 사용하던 천지인 사용자들은 완전히 바뀐 키보드 키 배열에 유의해야 한다.

## 반응
월스트리트 저널의 Nathan Olivarez-Giles는 지보드를 칭찬했고 특히 통합된 구글 검색 기능에 대해 칭찬했다. 그러나, 그는 기기에 있는 다른 앱들과의 통합이 현재 지원되지 않는 것을 언급했다. 이것은 예를 들어, "캡틴 아메리카 영화표 사기"와 같은 쿼리를 입력하면 그의 휴대 전화에 설치된 영화표 앱이 아닌 웹 브라우저로 이동되는 것을 의미한다. 또한, Olivarez-Giles는 "그것은 대부분의 경쟁사를 이겨버린다", "사용하면 더 똑똑해진다"라고 말을 시작하며 예측 입력 엔진을 칭찬했다. 또한, 그는 단어를 입력하면 지보드가 똑똑하게 이모지를 제안하는 것을 발견했다. 그는 "만약 당신이 키보드를 사용자 지정(개인화)하고 싶다면, 지보드는 당신에게 적합하지 않습니다"라고 하면서 키보드의 색상이나 크기를 변경하는 옵션, 한 손 조작 모드가 없는 것을 언급했었다.